# Skool Daze
Skool Daze – komputerowa przygodowa gra akcji z 1984 roku, stworzona przez Davida Reidy’ego i wydana przez brytyjską spółkę Microsphere na komputery ZX Spectrum; powstały też wersje na Commodore 64 i 8-bitowe komputery Atari.

## Rozgrywka
Skool Daze jest przygodową grą akcji o dwuwymiarowej oprawie graficznej. Gracz wciela się w Erica, ucznia szkoły znajdującej się na brytyjskiej prowincji. Eric, dowiedziawszy się o swych słabych wynikach na świadectwie szkolnym, stawia przed sobą zadanie włamania się do sejfu w pokoju dyrektora i przechwycenia świadectwa, zanim zostanie ono dostarczone rodzicom chłopca. Żeby osiągnąć ów cel, Eric musi wysadzić osłony sejfu, a następnie obrabować nauczycieli i zdobyć kombinację kodów, które umożliwiają otwarcie sejfu.
Po wirtualnym świecie szkoły poruszają się również inni uczniowie, którzy reprezentują różne stereotypowe osobowości (kujonów, prześladowców, dusz towarzystwa), a także nauczyciele i dyrektor. Podczas rozgrywki, wykonując swoje główne zadania, gracz musi zadbać także o to, by jego awatar regularnie uczęszczał na zajęcia, gdy tylko dzwonek wzywa na lekcję. Konieczny jest też udział w przerwach na lunch oraz zabawę. Uczniowie mogą przeszkadzać Erikowi w wykonaniu celu: kujoni mogą donosić na bohatera, a prześladowcy – uderzyć pięścią w awatara. Eric może ułatwiać sobie zadanie, wywołując zamęt w szkole, rysując obraźliwe hasła kredą na szkolnych tablicach, używając procy tak, aby to inni uczniowie byli podejrzani o chuliganerię. Gra kończy się w momencie podmiany ocen szkolnych na lepsze.

## Odbiór gry
Magazyn „Computer and Video Games” określił Skool Daze mianem „jednej z najbardziej oryginalnych i grywalnych gier wydanych z myślą o każdym odbiorcy”. „Zzap!64” był bardziej zachowawczy w ocenie, jako wadę gry wskazując słabe udźwiękowienie i oprawę wizualną, lecz cenił dzieło Reidy’ego za humor, żartobliwie określając Skool Daze mianem pierwszej gry, która zachęca do chodzenia do szkoły.

## Spuścizna
W 1986 roku ukazała się kontynuacja gry, Back to Skool, w której dodatkowo zawarto szkołę dla dziewcząt, boisko, salę gimnastyczną – a wraz z nimi nowe elementy mechaniki. W 1999 roku ukazał się na komputery osobiste nieoficjalny darmowy remake gry, Klass of '99. W najnowszej grze zasady pozostały te same, lecz zamiast kombinacji do sejfu gracz ma za zadanie zdobyć hasło do szkolnego komputera, aby wykasować złe oceny awatara. Klass of '99 została doceniona ze względu na poprawioną oprawę graficzną oraz łatwiejszą obsługę. W 2011 roku ukazała się reedycja Skool Daze na platformę mobilną iOS. Hołdem złożonym Skool Daze była, również stworzona w Wielkiej Brytanii, gra Canis Canem Edit (2006) studia Rockstar Games.
Dziennikarz Dan Whitehead z perspektywy czasu podkreślał znaczenie Skool Daze dla brytyjskiej branży gier komputerowych, twierdząc, że Skool Daze to „osobliwe połączenie powojennego szkolnictwa i post-punkowej anarchii, które rozkwitło, krótko i błyskotliwie, na obrzeżach popkultury lat 80. XX wieku”. Gra Reidy’ego jest również uznawana za jeden z pierwowzorów takich symulatorów życia, jak Little Computer People (1985) oraz The Sims (2000). Ślady inspiracji Skool Daze dostrzegano też w symulatorze ucieczki z więzienia, wydanym przez Team17 The Escapists (2015).
W 2011 roku Skool Daze znalazła się w książkowym zestawieniu 1,001 Video Games You Must Play Before You Die.